# Алексеевка (Камешкирский район)
Алексеевка — мордовское-эрзя село в Камешкирском районе Пензенской области России, входит в состав Лапшовского сельсовета.

## География
Расположено в верховьях речки Аряш в 8 км на северо-запад от центра сельсовета села Лапшово и в 16 км на запад от райцентра села Русский Камешкир.

## История
Основана в конце XVII – начале XVIII в. В 1709 г. – д. Алексеевка, Малая Кулясова тож, ясачной мордвы, 25 дворов, платила подати с 9-ти ясаков, душ мужского пола – 47, женского – 33; в 1718 г. – 28 дворов, душ мужского пола – 62, женского – 56. В 1748 г. – мордовская д. Алексеевка Узинского стана Пензенского уезда, 141 ревизская душа. С 1780 г. деревня в составе Кузнецкого уезда Саратовской губернии. В 1795 г. – д. Алексеевка казенных крестьян, 61 двор, 193 ревизских души. В 1877 г. – в составе Кулясовской волости Кузнецкого уезда, 115 дворов. В 1911 г. – в составе Дубровской волости (центр в Нижней Дубровке), 175 дворов, церковь, церковноприходская школа. Издавна и до середины XX в. было развито производство телег и саней (в 1925 г. этим промыслом занималось 166 хозяйств, 234 мастера).
С 1928 года село являлось центром сельсовета Камешкирского района Кузнецкого округа Средне-Волжской области (с 1939 года — в составе Пензенской области). В 1955 г. – в составе Кулясовского сельсовета, центральная усадьба колхоза «Новая жизнь». В 1980-е гг. – отделение совхоза «Кулясовский». С 2010 года село в составе Лапшовского сельсовета.

## Население
| 1709  | 1718  | 1748  | 1795  | 1859 | 1877 | 1884  |
| ----- | ----- | ----- | ----- | ---- | ---- | ----- |
| 80    | ↗118  | ↗282  | ↗386  | ↗746 | ↗919 | ↗1092 |
| 1897  | 1911  | 1926  | 1930  | 1939 | 1959 | 1979  |
| ↗1246 | ↗1295 | ↗1400 | ↗1485 | ↘973 | ↘832 | ↘519  |
| 1989  | 1996  | 2002  | 2010  |      |      |       |
| ↘275  | ↘234  | ↘186  | ↘115  |      |      |       |